# Sophie von Schwerin

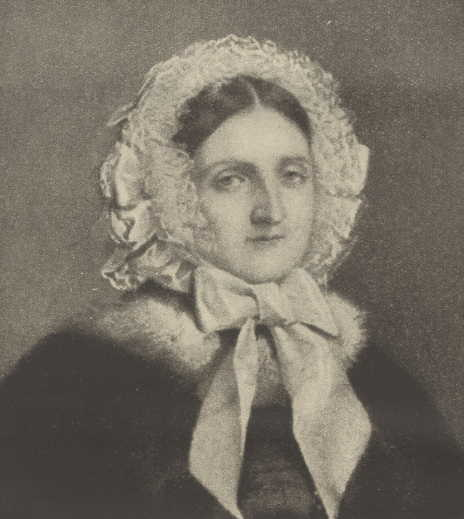
Gräfin Sophie Schwerin im Alter von 70 Jahren (Gemälde von Gustav Richter)

Sophie von Schwerin, geb. von Dönhoff (* 16. Juli 1785 in Berlin; † 27. Januar 1863 ebenda) war eine preußische Adlige und Schriftstellerin.

## Leben
Sophie von Schwerin war die jüngste Tochter des Grafen Bogislaw von Dönhoff († 10. Januar 1809) und von Gräfin Sophie von Schwerin († 1825). Sie war eine Urenkelin der durch Fontane bekannt gewordenen Frau von Wreech. Für Frauen dieser Zeit genoss sie eine ungewöhnlich gute Bildung in deutscher Sprache, Poesie und Wissenschaft.
1805 heiratete sie ihren Onkel Wilhelm Werner Otto von Schwerin, den jüngeren Bruder ihrer Mutter, und zog mit ihm nach Berlin. Die Ehe blieb kinderlos.
Zehn Jahre nach der Hochzeit fiel ihr Mann am 18. Juli 1815 in der Schlacht von Belle-Alliance und wurde in der Nähe des Schlachtfeldes bei Lasne-Chapelle-St. Lambert begraben. Die Witwe nahm Verbindung mit dem Pfarrer von Lasne auf, bat ihn um die Pflege des Grabes ihres Mannes und setzte eine jährliche Spende an die Armen des Ortes aus, deren Zahlung sie testamentarisch auch nach ihrem eigenen Tode sicherstellte. Sie ließ ein Bronzedenkmal mit Kriegstrophäen anfertigen. Da es am Grab nicht aufgestellt werden konnte, fand es seinen Platz in der Dorfkirche von Kreckow.
Sophie von Schwerin führte später einen Salon im Palais Dönhoff in der Berliner Wilhelmstraße 63, in dem u. a. der Landschaftsmaler Samuel Rösel, der Porträtmaler Adolf Henning und der Schriftsteller Bernhard von Lepel, der Gelehrte Adolf Schottmüller, die Künstler Wilhelm Wach, Friedrich Drake und August Hopfgarten sowie Henriette Paalzow verkehrten. Auch Wilhelm Grimm und Theodor Fontane gehörten häufig zu ihren Gästen.
In den Wanderungen durch die Mark Brandenburg stützte sich Fontane bei seinem Aufsatz über "Tamsel" auf die (1863 noch ungedruckten) Memoiren der Gräfin Schwerin.
Sophie Gräfin Schwerin wurde auf dem Berliner Offiziers-Garnison-Friedhof begraben.

## Werke
(Alles anonym) 
- Vaucourt und Louise. Roman in Briefen 1808/09.
- Udo von Felseneck oder Schicksal und Wille. (unveröffentlicht)
- Damaris.
- Tamori. Zweibändiger Roman.
- Pregolla. Trauerspiel. (unveröffentlicht)
- Ferdinand von Schill.
- Wege zum inneren Frieden. 2. Aufl. 1863.